# Peter Traugott Lange
Peter Traugott Lange von Burgenkron (Brassó, 1797. január 1. – Brassó, 1874. április 28.) erdélyi szász jogász, bankár, a brassói takarékpénztár alapítója és igazgatója, korának meghatározó egyénisége.

## Életpályája
Nagymúltú szász családból származott, akik egészen 1384-ig vezették vissza családfájukat. Alsóbb tanulmányait a brassói Honterus gimnáziumban végezte, majd a kolozsvári Királyi líceumban jogot és államtudományt tanult. 1819–1820 között jegyző a Erdélyi Királyi Guberniumnál, 1821–1837 között írnok az Erdélyi Udvari Kancelláriánál.
Már 1827-ben felvázolta egy tervezett erdélyi szász takarékpénztár alapszabályzatát az Első Osztrák Takarékpénztár (Ersten Österreichischen Sparkasse) mintájára. Társai támogatásával és a brassói városi hatóság jóváhagyásával 1835-ben megalapította a Brassói Általános Takarékpénztárat (Kronstädter Allgemeine Sparkasse), Erdély és Magyarország legelső ilyen intézményét. Lange volt 1837–1867 között az intézmény igazgatója, emellett hozzájárult a Brassói Szász Iparosegylet (1842), a Nyugdíjpénztár (1845), és a zálog-kölcsön-intézet (1847) alapításához is.
Az 1848-as forradalmi év alkalmából ellenezte Erdély és Magyarország egyesülését, és az unió ellen felszólaló innsbrucki küldöttség tagja volt. 1848 októberében a Stephan Ludwig Roth vezette Puchner-féle békéltető bizottsághoz tartozott. 1849-ben egy bizottság tagjaként részt vett az új közigazgatási rendelkezések kidolgozásában.
Az 1850-es években különféle közéleti szerepeket vállalt, majd 1861-ben betegeskedés miatt nyugdíjba vonult.